# Cheiloneurus orbitalis
Cheiloneurus orbitalis är en stekelart som beskrevs av Compere 1938. Cheiloneurus orbitalis ingår i släktet Cheiloneurus och familjen sköldlussteklar. Inga underarter finns listade i Catalogue of Life.